# Johann Nikolaus Conrad Götze
Johann Nikolaus Conrad Götze (* 11. Februar 1791 in Weimar; † 5. Dezember 1861 ebenda; auch Goetze) war ein deutscher Komponist und Musikdirektor in Weimar.

## Leben
Götze erhielt bereits früh von seinem Vater Musikunterricht und erwarb durch sein Violinspiel die Aufmerksamkeit und Unterstützung der Herzogin Anna Amalia. 1805 in Leipzig angestellt, kam er 1806 zurück nach Weimar, wo er eine Anstellung in der Kapelle erhielt. Er erregte die Aufmerksamkeit der Herzogin Maria Pawlowna und fand bei ihr 1808 Unterstützung für den Violinenunterricht bei Louis Spohr in Gotha. 1813 schickte ihn die Herzogin an das Pariser Konservatorium. In dieser Zeit wurde er unter anderem auch von Conradin Kreutzer unterrichtet.
Götze wurde 1826 zum großherzoglichen Musikdirektor und Chorrepetitor am Weimarer Hoftheater ernannt. Dort verblieb er bis zu seiner Pensionierung 1848.

## Opern und Operetten (Auswahl)
- Der Zwiebelmarkt, Weimar, um 1814.
- Alexander in Persien, Weimar 1819.
- Das Orakel, Weimar 1822.
- Der Gallego, Weimar 1834.